# Txekon
Txekon - Чекон (rus) - és un khútor del krai de Krasnodar, a Rússia. Es troba a la vora esquerra del riu Txekon, afluent del Kuban. És a 27 km al nord-est d'Anapa i a 116 km a l'oest de Krasnodar.
Pertany al poble de Iurovka.